# Tom Naudé
Jozua François "Tom" Naudé (Middelburg, 1889. április 15. – Fokváros, 1969. május 31.) 1967 és 1968 között Dél-Afrika ideiglenes államelnöke volt.
Naudé 1950 és 1954 között posta- és távirati miniszter, 1954 és 1958 között egészségügyi miniszter, 1958 és 1961 között pedig pénzügyminiszter volt. 1961-ben a Dél-afrikai Szenátus elnökévé nevezték ki. Amikor Eben Dönges, akit 1967-ben C.R. Swart elnök utódjává választottak, agyvérzést kapott, és kómába esett, mielőtt beiktathatták volna, Naudé tíz hónapig volt megbízott államelnök, mígnem Dönges meghalt. Dönges halála után Jim Fouché lett a Dél-afrikai Köztársaság következő államelnöke.
A Pietersburg-i Tom Naudé Műszaki Középiskolát róla nevezték el.

## Fordítás
Ez a szócikk részben vagy egészben  a   Tom Naudé című angol Wikipédia-szócikk ezen változatának fordításán alapul.  Az eredeti cikk szerkesztőit annak laptörténete sorolja fel. Ez a jelzés csupán a megfogalmazás eredetét és a szerzői jogokat jelzi, nem szolgál a cikkben szereplő információk forrásmegjelöléseként.